# Dangjin-dong
Dangjin-dong (koreanska: 당진동) är en stadsdel i kommunen Dangjin i provinsen Södra Chungcheong i Sydkorea, 80 km sydväst om huvudstaden Seoul.

## Indelning
Administrativt är Dangjin-dong indelat i:
| Namn    | Namn                | Yta km² | Invånare 31 dec 2020 |
| ------- | ------------------- | ------- | -------------------- |
| 당진1동 | Dangjin 1(il)-dong  | 26,03   | 25 165               |
| 당진2동 | Dangjin 2(i)-dong   | 31,60   | 21 548               |
| 당진3동 | Dangjin 3(sam)-dong | 27,60   | 18 539               |